# Sven Nilson (präst)
Sven Johan Nilson, född den 11 juli 1859 i Vetlanda socken, Jönköpings län, död den 6 augusti 1923 i Solna församling, var en svensk präst. Han var far till Ingvar och Kerstin Svennilson.
Nilson avlade teoretisk teologisk examen vid Uppsala universitet 1888 och praktisk teologisk examen där 1889. Han blev kateket i Stockholm sistnämnda år, pastoratsadjunkt i Maria Magdalena församling 1891, komminister där 1894, kyrkoherde i Solna och slottspredikant vid Ulriksdal 1911 samt extra ordinarie hovpredikant 1913. Nilson var ordförande i Sällskapet för kyrklig själavård, sekreterare i Pro Fide et Christianismo, ledamot i centralstyrelsen för Allmänna svenska prästföreningen och styrelseledamot i Stockholms prästsällskap. Han blev ledamot av Nordstjärneorden 1918. Nilson vilar på Solna kyrkogård.